# Fernando Wilfredo Escobar
Fernando Wilfredo Escobar ist ein guatemaltekischer Straßenradrennfahrer.
Fernando Wilfredo Escobar konnte 1998 die Gesamtwertung der Vuelta de la Juventud Guatemala für sich entscheiden. Im nächsten Jahr wurde er guatemaltekischer Meister im Straßenrennen der Eliteklasse und er gewann mit seinem Team Bancomet die Gesamtwertung bei der Vuelta a Guatemala. In der Saison 2001 wurde Escobar zum zweiten Mal nationaler Meister im Straßenrennen.

## Erfolge
1999
- Guatemaltekischer Meister – Straßenrennen
- Gesamtwertung Vuelta a Guatemala

2001
- Guatemaltekischer Meister – Straßenrennen